# August Schweisgut
August Wilhelm Friedrich Schweisgut (uváděn též jako Schweissgut) (29. listopadu 1844 Wiesbaden – 20. ledna 1922 Vídeň) byl rakousko-uherský admirál. U c. k. námořnictva sloužil od roku 1862 a v mládí se zúčastnil několika válek. Vystřídal službu na různých lodích a později zastával mimo jiné funkci odborového přednosty na ministerstvu války. Ve funkci prezidenta Námořní technické kontrolní komise dosáhl hodnosti kontradmirála (1901), po odchodu do výslužby (1902) žil v soukromí ve Vídni.

## Životopis

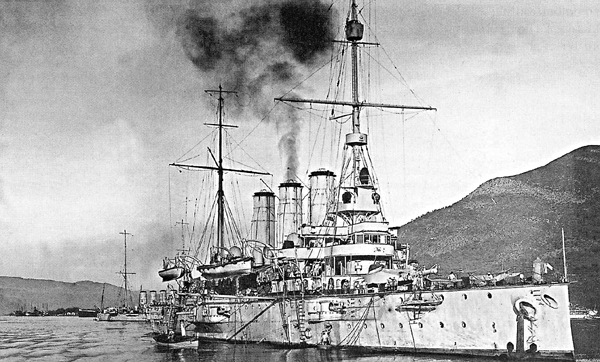
SMS Kaiser Karl VI., vlajková loď Augusta Schweisguta v roce 1901

Pocházel ze staré německé rodiny připomínané od 16. století, byl synem Christiana Schweisguta (1804–1875), státního úředníka v Nasavském vévodství. Studoval na gymnáziu ve Wiesbadenu a v roce 1862 vstoupil k c. k. námořnictvu jako kadet. Prošel průpravou na několika výcvikových lodích a v roce 1864 se na lodi SMS Kaiser zúčastnil dánsko-německé války v Severním moři. Během války s Itálií se na palubě fregaty SMS Donau zúčastnil bitvy u Visu (1866). V roce 1869 získal hodnost praporčíka a působil u námořní základny v Pule, kde mimo jiné sloužil u jednotek námořní pěchoty. Absolvoval kurz pro důstojníky dělostřelectva se zaměřením na obsluhu torpéd. V letech 1873–1876 sloužil jako nižší důstojník ve Středomoří na fregatě SMS Radetzky.
Postupoval v hodnostech (poručík II. třídy 1878, poručík I. třídy 1881) a byl dělostřeleckým důstojníkem na větších lodích, v letech 1884–1887 absolvoval zaoceánskou plavbu na dělovém člunu SMS Nautilus. Cesta směřovala na Dálný východ, kde také SMS Nautilus dva roky setrval. Poté již získal pod velení menší plavidla a byl prvním důstojníkem na obrněných lodích SMS Habsburg a SMS Kronprinzessin Erzherzogin Stephanie (1890-1891). K datu 1. května 1890 obdržel hodnost korvetního kapitána a na lodi SMS Bellona byl přidělen k velení vojenské pevnosti v Pule. V hodnosti fregatního kapitána (1. května 1893) sloužil u Námořního technického výboru a v letech 1893–1896 zastával funkci ředitele personálního oddělení v námořní sekci na ministerstvu války ve Vídni.
Ke dni 1. května 1896 byl povýšen na kapitána řadové lodi a jako velitel korvety SMS Frundsberg absolvoval další zaoceánskou cestu (1896–1897). Plavba směřovala podél břehů Afriky do Indie a poté do Brazílie a Karibiku. Po návratu další dva roky strávil opět u Námořního technického výboru (1897–1899) a pak se vrátil na ministerstvo války, kde byl přednostou I. odboru (1899–1901). Od května do října 1901 byl velitelem bitevní lodi SMS Kaiser Karl VI. a k datu 1. listopadu 1901 byl povýšen do hodnosti kontradmirála. Nakonec zastával funkci prezidenta Námořní kontrolní technické komise (Maritim-technische Control Commission, 1901–1902). Ke dni 1. října 1902 byl penzionován.
Po odchodu do výslužby se trvale usadil ve Vídni, kde zemřel 20. ledna 1922 ve věku 77 let. 
Jeho starší bratr Friedrich (1842–1892) sloužil také u námořnictva a v hodnosti kapitána řadové lodi zemřel na palubě lodi SMS Fasana v Tichém oceánu a byl pohřben na Honolulu.

## Řády a vyznamenání
Rodina Schweisgutů užívala již od roku 1525 erb bez šlechtického titulu. Během služby u námořnictva získal August několik vyznamenání v Rakousku-Uhersku i v zahraničí.

### Rakousko-Uhersko
- Válečná pamětní medaile (1864)
- Válečná medaile
- Služební odznak pro důstojníky III. třídy (1887)
- Vojenská záslužná medaile (1890)
- Jubilejní pamětní medaile (1898)
- Řád železné koruny III. třídy (1902)
- Služební odznak pro důstojníky (1902)
- Vojenský jubilejní kříž (1908)

### Zahraničí
- Řád knížete Danila I. III. třídy (1891, Černá Hora)